# 曾克林
曾克林（1913年—2007年3月12日）江西省兴国县人。中国工农红军将领，中国人民解放军空军少将。

## 生平
曾克林1929年参加革命工作，1930年加入中国工农红军，1931年加入中国共产党。第一次国共内战期间，他历任班长、排长、红三军团第七师二十一团连副政治指导员，第四师二十团连政治指导员，红二十八军第三团参谋长，参加了中央苏区第一至五次反围剿战争、长征、西征。
抗日战争时期，他历任学员、队长、平西挺进司令部作战科科长、冀东军分区参谋长、冀东军分区参谋长兼该军分区十二团团长、冀热辽军区第十六军分区司令员等职，参加了潘家峪战斗等。1945年他随李运昌率部前往中国东北辽宁，曾任沈阳卫戍司令部司令员，配合苏联第17集团军参加了山海关战斗、兴城战斗、绥中战斗、锦州战斗。1945年他还曾奉李运昌之命飞往延安，向中共中央汇报了冀热辽军区部队开入中国东北的情况，为中共中央决定将战略调整为“向北发展，向南防御”提供了重要情报。
第二次国共内战期间，他历任东北军区辽东军区副司令员、东北民主联军第三纵队司令员、辽南军区司令员、东北野战军第七纵队副司令员、中国人民解放军第四十四军副军长等职，参加了辽阳战斗、本溪战斗、四平战役、通化战斗、四保临江、辽沈战役、平津战役。
中华人民共和国成立后，他奉命参与组建中国人民解放军空军。1950年进入第一航空学校二期甲班学飞轰炸机驾驶兵科，11月4日正式开学，学制一年半，先后完成了校部的为期2个月的理论学习、马家沟机场的初级教练机雅克-18（1951年春放单飞）、双榆树机场的中级轰炸教练机乌特伯-2（1951年9月结业）、高级轰炸教练机乌杜-2，1952年3月正式从航校毕业。后历任海军航空兵部副司令员兼航一师师长，海军后勤部副部长、海军航空兵部司令员等职，参与指挥了一江山岛战役等，是中国人民解放军海军航空兵部队的奠基人之一。1955年获授空军少将军衔，曾荣获二级八一勋章、一级独立自由勋章、一级解放勋章、一级红星功勋荣誉章。
他是中国共产党第十二次全国代表大会代表，中国人民政治协商会议第五、六届全国委员会委员。
2007年3月12日，曾克林在北京病逝，享年94岁。

## 相关电影
- 《曾克林出关》，描述的是曾克林部作为中共抢占东北先遣部队的故事